# 滋賀県道208号小脇西生来線
滋賀県道208号小脇西生来線（しがけんどう208ごう おわきにしょうらいせん）は、滋賀県東近江市から近江八幡市に至る一般県道である。

## 概要
東近江市小脇町から近江八幡市西生来町に至る。
近江八幡市安土町内野付近が整備されて通行しやすくなっているが、東近江市内では狭く未整備である。
路線データ
座標一覧
- 起点：東近江市小脇町（小脇町交差点、国道421号交点）
- 終点：近江八幡市西生来町（西生来町交差点、国道8号交点、滋賀県道201号安土西生来線終点）
- 総延長：3.6 km

## 地理

### 通過する自治体
- 滋賀県
  - 東近江市 - 近江八幡市

### 交差する道路
| 交差する道路                      | 市町村名   | 交差する場所 | 交差する場所          |
| --------------------------------- | ---------- | ------------ | --------------------- |
| 国道421号 / 八風街道              | 東近江市   | 小脇町       | 小脇町交差点 / 起点   |
| 国道8号 滋賀県道201号安土西生来線 | 近江八幡市 | 西生来町     | 西生来町交差点 / 終点 |

### 沿線
- 塚立古墳群
- 吉野工業所 滋賀工場
- 滋賀第一交通 近江八幡営業所